# Stráže pod Tatrami

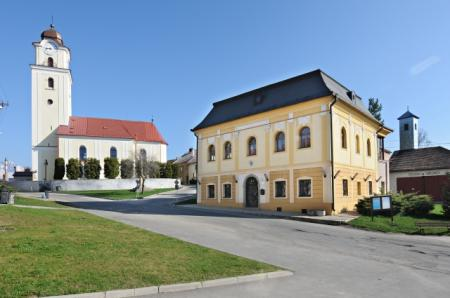
Stadthaus und Kirche in Stráže pod Tatrami

Stráže pod Tatrami (deutsch Michelsdorf, ungarisch Strázsa) ist seit 1960 ein Stadtteil von Poprad, Nordslowakei. Stráže pod Tatrami liegt etwa 2 km östlich des Stadtzentrums von Poprad an der rechten Seite des Hozelecký potok, kurz vor der Mündung in den Poprad.

## Geschichte
Der Ort wurde 1276 zum ersten Mal schriftlich erwähnt und verdankt seinen Namen der ursprünglichen Funktion als Grenzwächtersiedlung. Später erschienen Namen wie Villa Michael (1300), Micheldorf (1412) und Straža (1786). Von 1412 bis 1772 war der Ort an Polen verpfändet, nach der vollständigen Wiedereingliederung in das Königreich Ungarn gehörte Michelsdorf von 1778 bis 1876 zur Provinz der 16 Zipser Städte. 1770 hatte die Ortschaft 505 Einwohner, davon 19 Handwerker. 1828 zählte man 650 Einwohner (davon 12 Handwerker), die als Brenner, Landwirte und Leineweber beschäftigt waren.
Bis 1918 gehörte der Ort im Komitat Zips zum Königreich Ungarn und kam danach zur neu entstandenen Tschechoslowakei beziehungsweise heutigen Slowakei. In der Zeit der ersten tschechoslowakischen Republik waren die Einwohner überwiegend als Landwirte und Arbeiter in Industriebetrieben im nahen Poprad tätig.

## Bauwerke und Denkmäler
- römisch-katholische Kirche Johannes der Täufer im gotischen Stil aus dem 14. Jahrhundert, 1777 wurde sie barockisiert
- Mariensäule aus dem Jahr 1730
- evangelische Toleranzkirche aus dem Jahr 1784
- Schütthaus
- Bürgerhäuser am Hauptplatz